# Mapsos
Mapsos  este un oraș în Grecia în prefectura Corintia.